# Veysel (Rapper)

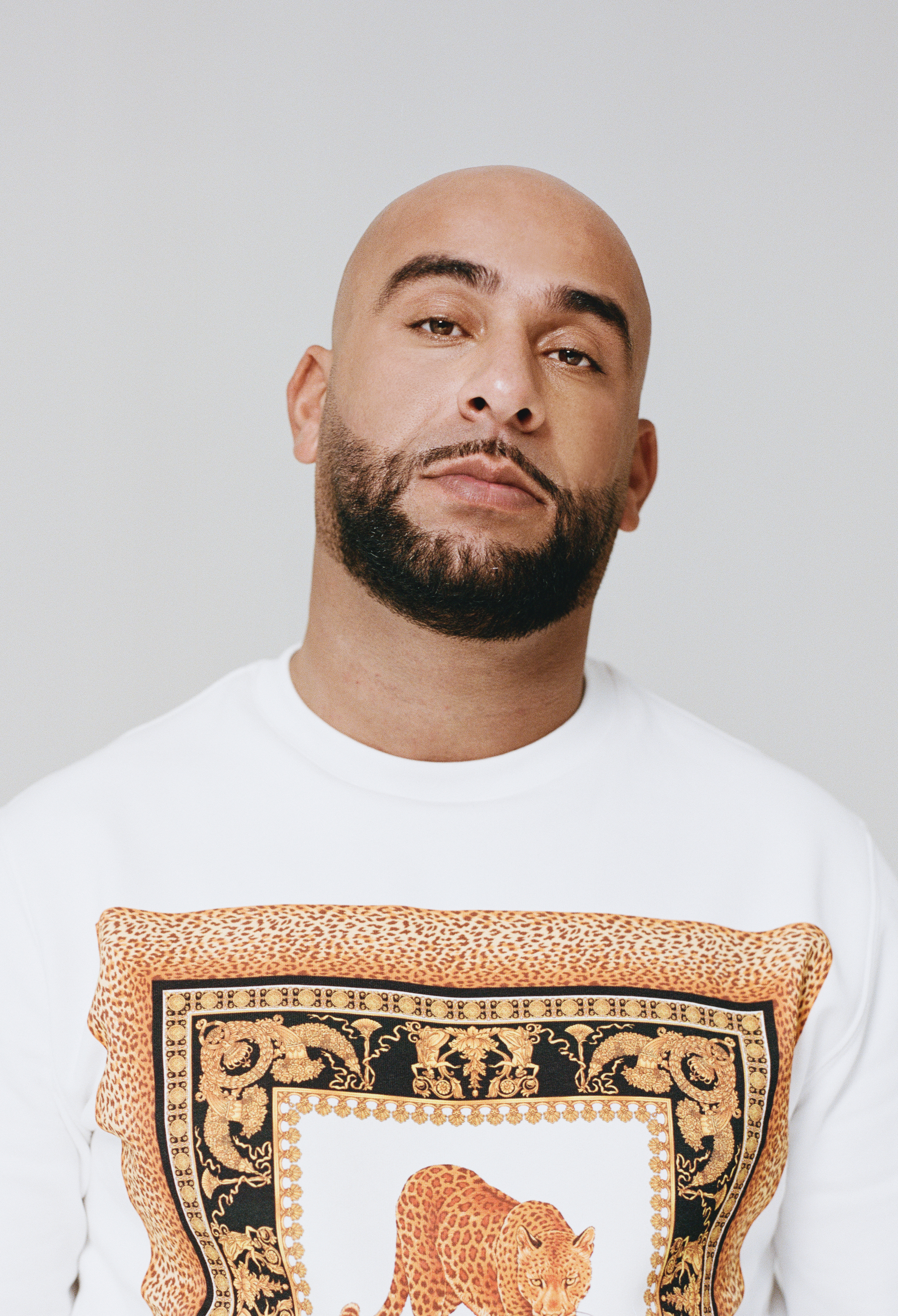
Veysel (2020)

Veysel Gelin (* 3. Januar 1984 in Essen) ist ein deutscher Rapper und Schauspieler. Nachdem er seine ersten Alben über Haftbefehls Label Azzlackz veröffentlicht hatte, gründete er 2017 seine eigenes Label Bela Boyz. Mit der Serie 4 Blocks feierte er auch schauspielerische Erfolge.

## Leben und Karriere
Veysels Wurzeln liegen in der türkischen Provinz Bingöl, er ist zaza-kurdischer Abstammung. Er wuchs mit seinen Eltern und drei älteren Schwestern im Essener Stadtteil Altendorf auf. Durch die Musik von The Notorious B.I.G., Tupac Shakur, Luniz, Geto Boys, E-40 und Snoop Dogg wurde er auf Hip-Hop aufmerksam und begann, selbst als Freestyle-Rapper aktiv zu werden.
Im August 2009 kam es in Essen zu einer Auseinandersetzung. Ein 29-Jähriger stürzte nach einem Schlag von Veysel und starb an den Folgen des Sturzes. Veysel wurde wegen Körperverletzung mit Todesfolge in einem minderschweren Fall zu einer Haftstrafe von drei Jahren und drei Monaten verurteilt. Im Sommer 2012 wurde er wegen guter Führung vorzeitig aus dem Gefängnis entlassen. Er sagte in mehreren Interviews, dass er die Tat bereue.
Kurz vor seiner Inhaftierung hatte ihn der Rapper Haftbefehl bei seinem Label Azzlackz unter Vertrag genommen, nachdem er zuvor den Song Lieben und Hassen gehört hatte. Bereits während seiner Haft trat er unter seinem Vornamen Veysel mit Gastbeiträgen auf den Veröffentlichungen des Labels auf. Nach seiner Entlassung aus dem Gefängnis begann Veysel die Arbeit an seinem ersten Mixtape, das im Mai 2013 unter dem Titel 43 Therapie erschien und Rang 23 der deutschen Albumcharts belegte. Neben Haftbefehl finden sich darauf unter anderem Beiträge von Celo & Abdi, B-Lash und MC Bogy. Im Herbst 2014 veröffentlichte Azzlackz Veysels Debütalbum Audiovisuell. Mit Haftbefehl, Celo & Abdi und Hanybal treten darauf vor allem Künstler des Labels Azzlackz auf. Darüber hinaus sind auch Xatar und Olexesh zu hören.
Im Herbst trat er im Rahmen der AkupunkTour von Celo & Abdi als Support auf. Bereits wenige Monate später beendete Veysel im März 2015 die Zusammenarbeit mit Azzlackz und gründete sein eigenes Label Bela Boyz. Über dieses veröffentlichte er 2017 das Album Hitman, das Platz sieben der deutschen Albumcharts erreichte. Für den Vertrieb war das Unternehmen Believe verantwortlich. Dessen Sales Director Bettina Wohlgefahrt übernahm das Management des Rappers. Unter den Singleauskopplungen des Albums entwickelte sich vor allem Kleiner Cabrón zum Erfolg. Auch wenn der Song mit Rang 18 die Top 10 der Singlecharts verpasst hatte, hielt er sich 27 Wochen in der Hitparade und wurde Ende 2020 mit einer Platin-Schallplatte ausgezeichnet.
Nachdem er drei Jahre zuvor in Celo & Abdis Musikvideo Nur noch 60 Sekunden an der Seite von Moritz Bleibtreu mitgewirkt hatte, forcierte Veysel ab 2017 seine Schauspieltätigkeit. Mit der Rolle des Abbas Hamady übernahm er eine der Hauptrollen der TNT-Serie 4 Blocks. Die erste Staffel erhielt sechs Auszeichnungen der Deutschen Akademie für Fernsehen, mehrere Deutsche Fernsehpreise, die Goldene Kamera und den Grimme-Preis.
2018 wechselte Veysel zur Universal Music Group. Im November folgte sein drittes Soloalbum Fuego, auf dem Summer Cem, Gzuz, Soolking und ElGrandeToto als Gastmusiker vertreten sind und das er im Zuge der gleichnamigen Tournee live präsentierte. Mit Habibo und Uff gelangten zwei Songs des Albums in die Top 10 der deutschen Singlecharts. Zudem setzte TNT die Serie 4 Blocks mit einer zweiten Staffel fort. 2019 erschien die dritte Staffel des Formats.
Neben seinen eigenen Songs hat Veysel auch Erfolge als Gastmusiker. Vor allem die Kollaboration Blei mit Kontra K fand eine große Reichweite. Mit der Auskopplung aus Sie wollten Wasser doch kriegen Benzin belegten die beiden Rapper Platz 6 der deutschen Charts. Nach dem Anschlag in Hanau wirkte Veysel unter anderem neben Kool Savas, Nate57, Silla, Milonair und Manuellsen in Azzi Memos Benefiz-Song Bist du wach? mit. Die Erlöse kamen der Amadeu Antonio Stiftung zugute, die sich gegen Antisemitismus, Rassismus und Rechtsextremismus einsetzt. Des Weiteren trat er auf Das schwarze Album von Haftbefehl auf.
Ab 2020 stand zunehmend seine Schauspielarbeit im Fokus. 2020 trat Veysel an der Seite von Kida Khodr Ramadan und Susanne Wuest in Man from Beirut auf. Im Herbst desselben Jahres erzielte er größere Aufmerksamkeit mit seinem Auftritt in der Show Late Night Berlin, in der er in der Rubrik Kinder fragen Rapper mitwirkte. Es folgten Gastrollen in Schwester, Schwester – Hier liegen Sie richtig!, German Genius, Asbest und Crooks. 2024 spielte er in der ARD-Serie Testo erneut an der Seite von Ramadan sowie Frederick Lau und Ruby O. Fee den genretypischen Gangster. In der Gangster-Serie Crooks verkörperte er seit dem 4. April 2024 auf Netflix den Bruder von Hassan, Oberhaupt des Al-Walid-Clans.

## Rezeption

### Musikalische Rezeption

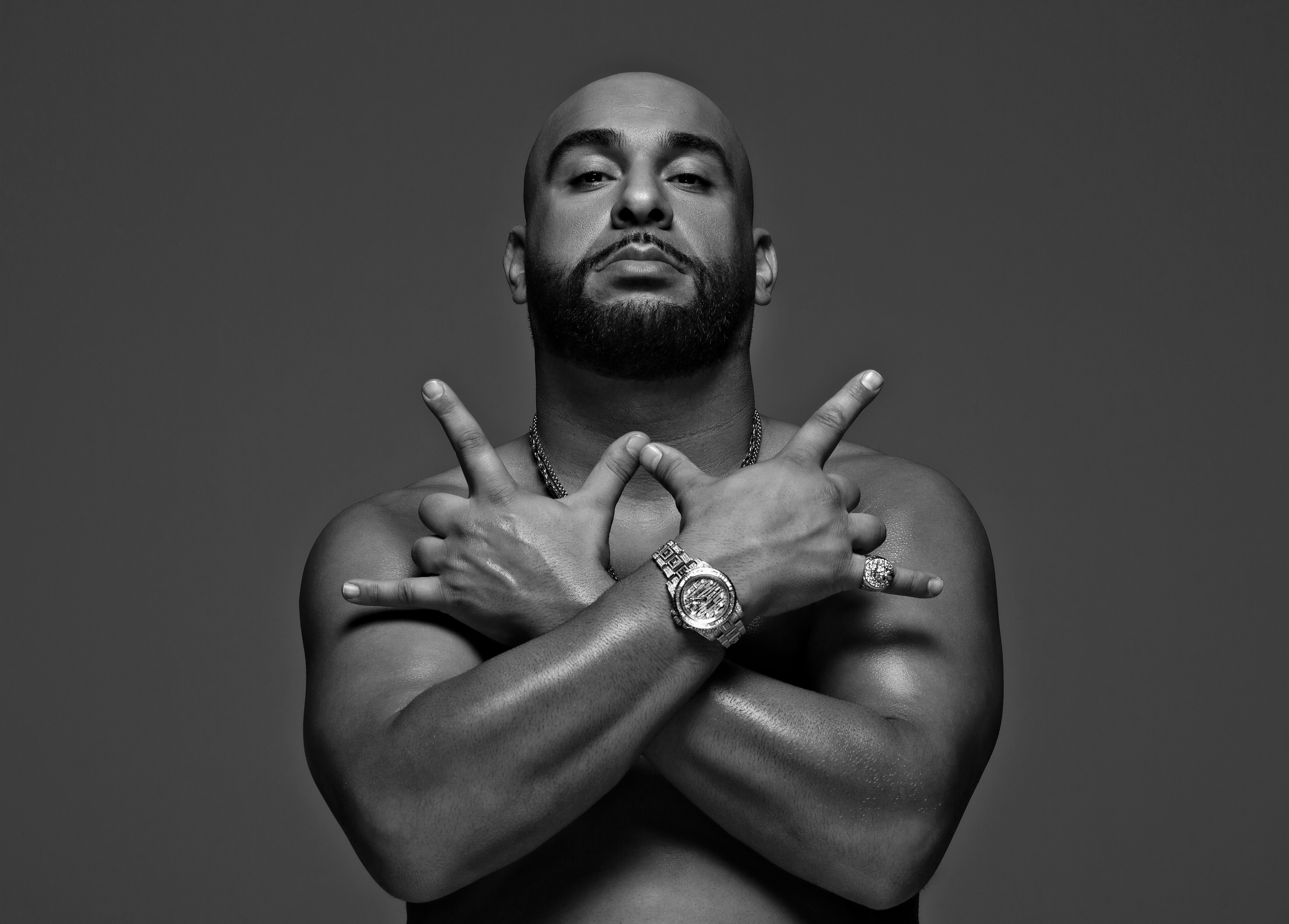
Veysel (2020)

Die Kritiken seines Mixtapes 43 Therapie fielen noch durchwachsen aus. „Rap, Beats und Vortragsweise entwickeln“ aus Sicht von Hiphop.de zwar „ein harmonisches Gesamtbild“, inhaltlich könne Veysel „allerdings noch vielseitiger sein“. Für Rap.de sei es „teilweise ein anstrengendes Tape, das mit den Beats, den Hooks und den Features durchaus punkten“ könne. Veysel sei „ein technisch noch recht unversierter Rapper, dem trotz riesiger Sympathiewerte ein wenig das Charisma oder der (sic!) Überraschungsmoment“ abgehe. Mit seinem Debütalbum Audiovisuell fielen die Rezensionen positiver aus. Das Magazin Juice vergab etwa vier von möglichen sechs Punkten. Über „geschmackssicher selektierte Instrumentals“ beschreibe Veysel „das Leben im sozialen Brennpunkt samt all seiner Licht- und Schattenseiten.“ Die Texte leben dabei „eher von ihrer markanten Delivery und dem ureigenen Charme des Altendorfer Zaza-Kurden als von deren lyrischer Tiefe.“ Für laut.de überspiele der Rapper auf seinem ersten Album „mit Wiedererkennungswert und sympathischer Einstellung“ die „fehlende lyrische Finessen und Grammatik-Aussetzer.“
Sein erstes Album nach der Trennung von Azzlackz wurde ebenfalls positiv aufgenommen. Hitman unterhalte laut Rap.de „musikalisch wie inhaltlich“, auch wenn der „zuweilen etwas überdosierte Autotune-Einsatz und die gelegentlich schwächelnden Gastbeiträge […] kleine Wermutstropfen“ seien. Veysel donnere „immer noch hungrig mit seiner markanten und druckvollen Stimme von Track zu Track“ und lege damit „einen Ohrwurm nach dem anderen“ auf dem „absurd hitlastigen Album“ hin. Die E-Zine laut.de bewertete Hitman mit drei von möglichen fünf Punkten. Veysel bediene die von nur wenigen besetzte Nische „Gangsterrap mit Hitpotential“. Allerdings kranke das Album auch „an grenzwertiger Software-Nutzung zur Tonhöhenkorrektur“.
Verglichen mit seiner schauspielerischen Arbeit fand Veysels drittes Album weniger Beachtung. Auf Fuego beschäftige sich der Rapper nach Ansicht von MZEE „zwar wieder mit der allgemeinen Street-Thematik“, doch hülle er diese „in eine südländische und freundliche Atmosphäre.“ Spielerisch wechsele er „zwischen Autotune und seiner normalerweise eher ernsthaft-tief klingenden Stimme.“ Primär lade Fuego „zum Tanzen und Feiern ein“, da es sich wahrscheinlich um „eines der melodischsten Alben 2018“ handele.

### Schauspielerische Rezeption
Für die Süddeutsche Zeitung charakterisierte Sonja Zekri die Auftritte Veysels als Abbas Hamady in der Serie 4 Blocks. Er spiele den „rastlos-aggressiven Gangster“ mit „einer im deutschen Fernsehen einzigartigen Präsenz.“ Gelins Figur ähnele einer „Naturgewalt, vergleichbar vielleicht noch mit dem sehr jungen Gérard Depardieu in Alain Corneaus ‚Wahl der Waffen‘.“ Dank ihm wirken die Hamadys „wie eine brachial selbstbestimmte Alternative zum verkniffenen Mittelschichtskonsens.“ Dabei bilde der Schauspieler Veysel Gelin selbst „die optimistische Gegenthese zu Abbas Hamady“. So beweise sein Erfolg, „dass die zweite Einwanderergeneration jene Anerkennung erreichen kann, die den Eltern verwehrt blieb, dass Deutschland den Kreativen und Hartnäckigen eine Chance gibt, dass es nicht nötig ist, kriminell zu werden.“

## Diskografie
Studioalben

| Jahr | Titel Musiklabel           | Höchstplatzierung, Gesamtwochen, AuszeichnungChartplatzierungen (Jahr, Titel, Musiklabel, Platzierungen, Wochen, Auszeichnungen, Anmerkungen, Cover) | Höchstplatzierung, Gesamtwochen, AuszeichnungChartplatzierungen (Jahr, Titel, Musiklabel, Platzierungen, Wochen, Auszeichnungen, Anmerkungen, Cover) | Höchstplatzierung, Gesamtwochen, AuszeichnungChartplatzierungen (Jahr, Titel, Musiklabel, Platzierungen, Wochen, Auszeichnungen, Anmerkungen, Cover) | Anmerkungen                             | Cover |
| Jahr | Titel Musiklabel           | DE | AT | CH | Anmerkungen                             | Cover |
| ---- | -------------------------- | --- | --- | --- | --------------------------------------- | ----- |
| 2014 | Audiovisuell Azzlackz (GA) | DE17 (1 Wo.)DE | AT37 (1 Wo.)AT | CH22 (2 Wo.)CH | Erstveröffentlichung: 17. Oktober 2014  |       |
| 2017 | Hitman Bela Boyz (SMD)     | DE7 (12 Wo.)DE | AT17 (2 Wo.)AT | CH19 (2 Wo.)CH | Erstveröffentlichung: 2. November 2017  |       |
| 2018 | Fuego Bela Boyz (Urban)    | DE18 (4 Wo.)DE | AT43 (1 Wo.)AT | CH32 (1 Wo.)CH | Erstveröffentlichung: 28. November 2018 |       |
| 2021 | Hitman 2 Bela Boyz (Urban) | — | — | — | Erstveröffentlichung: 11. November 2021 |       |

## Filmografie

### Filme
- 2019: Man from Beirut

### Fernsehserien
- 2017–2019: 4 Blocks
- 2021: Schwester, Schwester – Hier liegen Sie richtig!
- 2023: German Genius
- 2023: Asbest
- 2024: Crooks
- 2024–2025: Testo